# Acropora monticulosa
Espèce
Statut CITES
Acropora monticulosa est une espèce de coraux appartenant à la famille des Acroporidae.

## Description et caractéristiques
C'est un corail digité, qui forme des colonies en corymbe plus ou moins larges et complexes. En profondeur et en eaux calmes, cette espèce peut parfois former des colonies en forme de dôme, de plus de 3 mètres de diamètre, composées de sous-colonies isolées en forme de mains retournées. Les branches sont très épaisses et trapues, s'effilant petit à petit vers le corallite axial. Les colonies exposées à l'action des vagues ont des branches secondaires en forme de pyramides anguleuses, très rapprochées et séparées par un espace formant un motif géométrique en mosaïque. Les corallites radiaires sont uniformes en taille et d'habitude arrangé en rangées. 
Ce corail est de couleur crème, plus ou moins teinté de bleu ou de rose violacé.

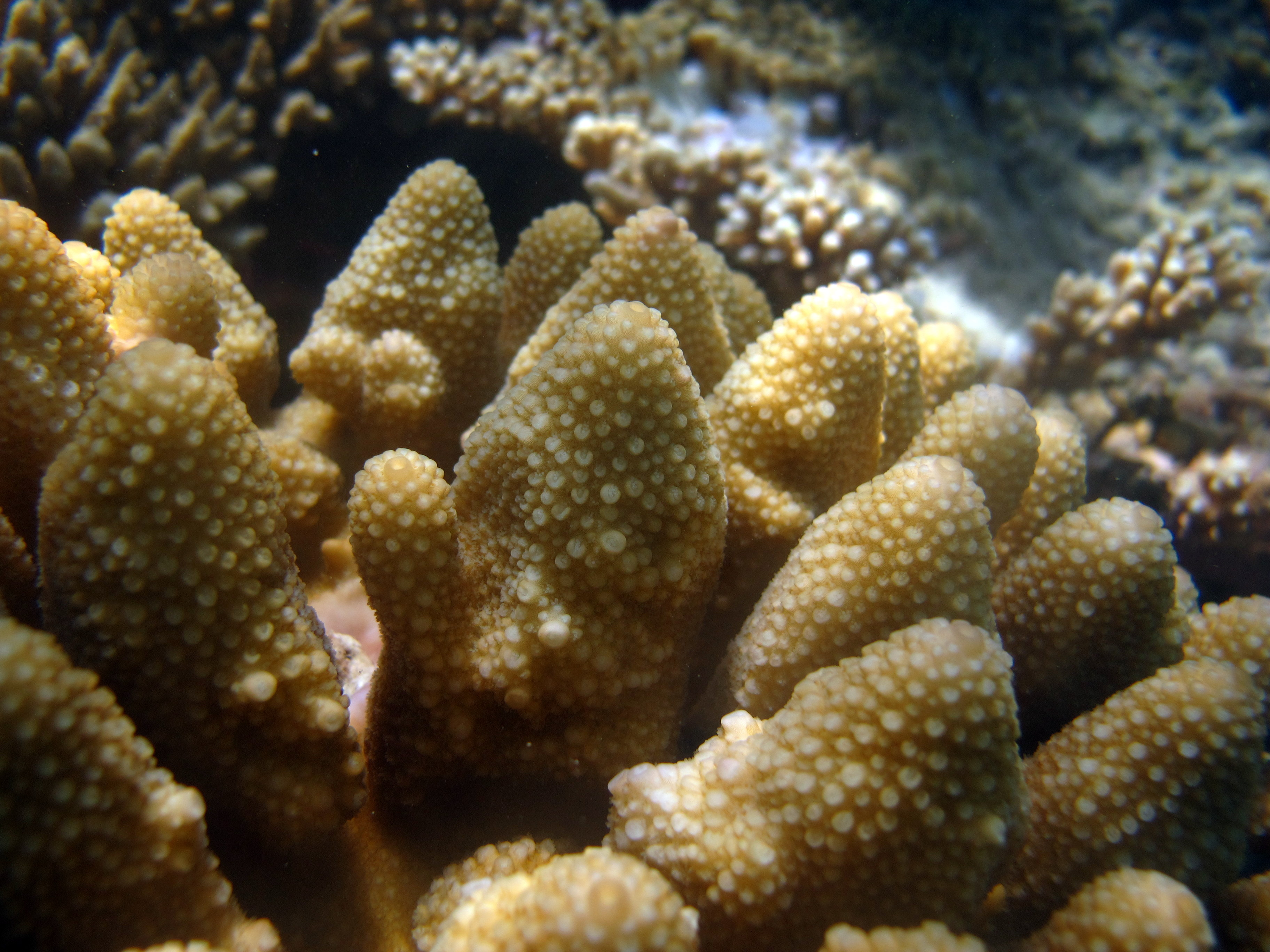
Gros plan sur les branches et les corallites.

Cette espèce ne doit pas être confondue avec Acropora globiceps (aux pointes plus arrondies et épatées) ni Acropora retusa.

## Habitat et répartition
Cette espèce peut se rencontrer dans tout l'Indo-Pacifique tropical, où elle est plus ou moins commune suivant les régions. C'est principalement une espèce de haut de barrière.